# 愛媛県立三島高等学校
愛媛県立三島高等学校（えひめけんりつみしまこうとうがっこう、Ehime Prefectural Mishima High School）は、愛媛県四国中央市三島中央にある公立高等学校である。

## 学科
- 全日制
  - 普通科（6学級240人）[1]
    - Ⅰ類型
    - Ⅱ類型
    - Ⅲ類型
    - Ⅳ類型

  - 商業科（1学級40人）[1]
    - 商業類型
    - 情報デザイン類型（令和7年度に情報マネジメント類型へ改変予定[2]。）

## 沿革
- 1923年（大正12年） - 愛媛県立三島中学校として開校。
- 1924年（大正13年） - 三島商業補習学校に女子部が併設される。
- 1933年（昭和08年） - 愛媛県立三島実科女学校となる。
- 1936年（昭和11年） - 愛媛県立三島高等実科女学校となる。
- 1943年（昭和18年） - 愛媛県立三島高等女学校の設立。
- 1948年（昭和23年） - 学制改革により愛媛県立三島第一高等学校と改称、定時制課程を併設。
- 1949年（昭和24年） - 愛媛県立三島高等学校と改称。
- 1964年（昭和39年） - 校歌の制定。
- 1964年（昭和39年） - 本館の竣工。
- 1968年（昭和43年） - 第一教棟の竣工。
- 1972年（昭和47年） - 体育館の竣工。
- 1979年（昭和54年） - 第二教棟の竣工。
- 1993年（平成05年） - 商業科に情報デザイン科を設置。
- 1999年（平成11年） - プール及び管理棟の竣工。
- 2006年（平成18年） - 定時制の生徒募集の停止。

## 校歌
- 作詞：白木豊、作曲：中田喜直

## 部活動
- 体育局：フェンシング部
  - 2008年度 - インターハイ女子学校対抗・個人対抗フルーレ優勝
  - 2008年度 - 全国高等学校選抜フェンシング大会女子の部準優勝
  - 2009年度 - インターハイ女子個人対抗フルーレ優勝、サーブル4位
  - 2009年度 - 国民体育大会少年女子優勝
- 文化局：書道部
  - 2003年度 - 国際高校生選抜書展優勝
  - 2004年度 - 国際高校生選抜書展優勝
  - 2007年度 - 国際高校生選抜書展準優勝
  - 2008年度 - 書道パフォーマンス甲子園優勝
  - 2009年度 - 書道パフォーマンス甲子園準優勝
- 文化局：美術部
  - 2009年度 - 全日本高校デザイン・イラスト展団体1位（文部科学大臣賞）
- 生産局：簿記部
  - 2009年度 - 全国高等学校簿記コンクール団体3位

## 著名な卒業生
- 井原巧 - 衆議院議員、元経済産業大臣政務官
- 山上次郎 - 歌人、文筆家、旧制三島中学卒業
- 今村好信 - 技術者、日立機電工業名誉相談役、旧制三島中学卒業
- 堯天義久 - 建築学者、神戸大学学長、旧制三島中学卒業
- 進藤純孝 - 文芸評論家、旧制三島中学卒業
- 古田足日 - 児童文学作家、旧制三島中学卒業
- 石黒忠 - プロ野球選手、旧制三島中学卒業
- 眞鍋淑郎 - 気象学者、2021年ノーベル物理学賞受賞者、旧制三島中学卒業
- 森信雄 - 将棋棋士
- YU-KI - TRF・ボーカル
- 石川晋也 - プロレスラー
- 今村仁美 - レースクイーン、モデル[3]
- 西井利宏 - ラグビー選手

## 交通アクセス
- JR予讃線伊予三島駅から徒歩